# Treis Vruses
Treis Vruses este o arie protejată (arie specială de conservare — SAC, sit de importanță comunitară — SCI) din Grecia întinsă pe o suprafață de 9.967,75 ha, integral pe uscat.

## Localizare
Centrul sitului Treis Vruses este situat la coordonatele 41°08′18″N 26°00′16″E / 41.138445°N 26.004566°E.

## Înființare
Situl Treis Vruses a fost declarat sit de importanță comunitară în august 1996 pentru a proteja 1 specie de plante și 7 specii de animale. Situl a fost protejat și ca arie specială de conservare în martie 2011.

## Biodiversitate
Situată în ecoregiunea mediteraneană, aria protejată conține 4 habitate naturale: Pajiști uscate din regiunea submediteraneeană estică (Scorzoneratalia villosae), Păduri de fag Asperulo-Fagetum, Păduri panonice-balcanice de stejar turcesc - stejar sesil, Păduri de Quercus frainetto.
La baza desemnării sitului se află mai multe specii protejate:
- plante (1): Himantoglossum jankae
- amfibieni (1): izvoraș-cu-burta-galbenă (Bombina variegata)
- mamifere (3): vidră de râu (Lutra lutra), Myomimus roachi, dihor pătat (Vormela peregusna)
- nevertebrate (1): Paracaloptenus caloptenoides
- pești (1): Barbus cyclolepis
- reptile (1): țestoasă bănățeană (Testudo hermanni)

Pe lângă speciile protejate, pe teritoriul sitului au mai fost identificate 7 specii de amfibieni, 11 specii de mamifere, 11 specii de reptile.